# Christoph Strasser (Extremsportler)

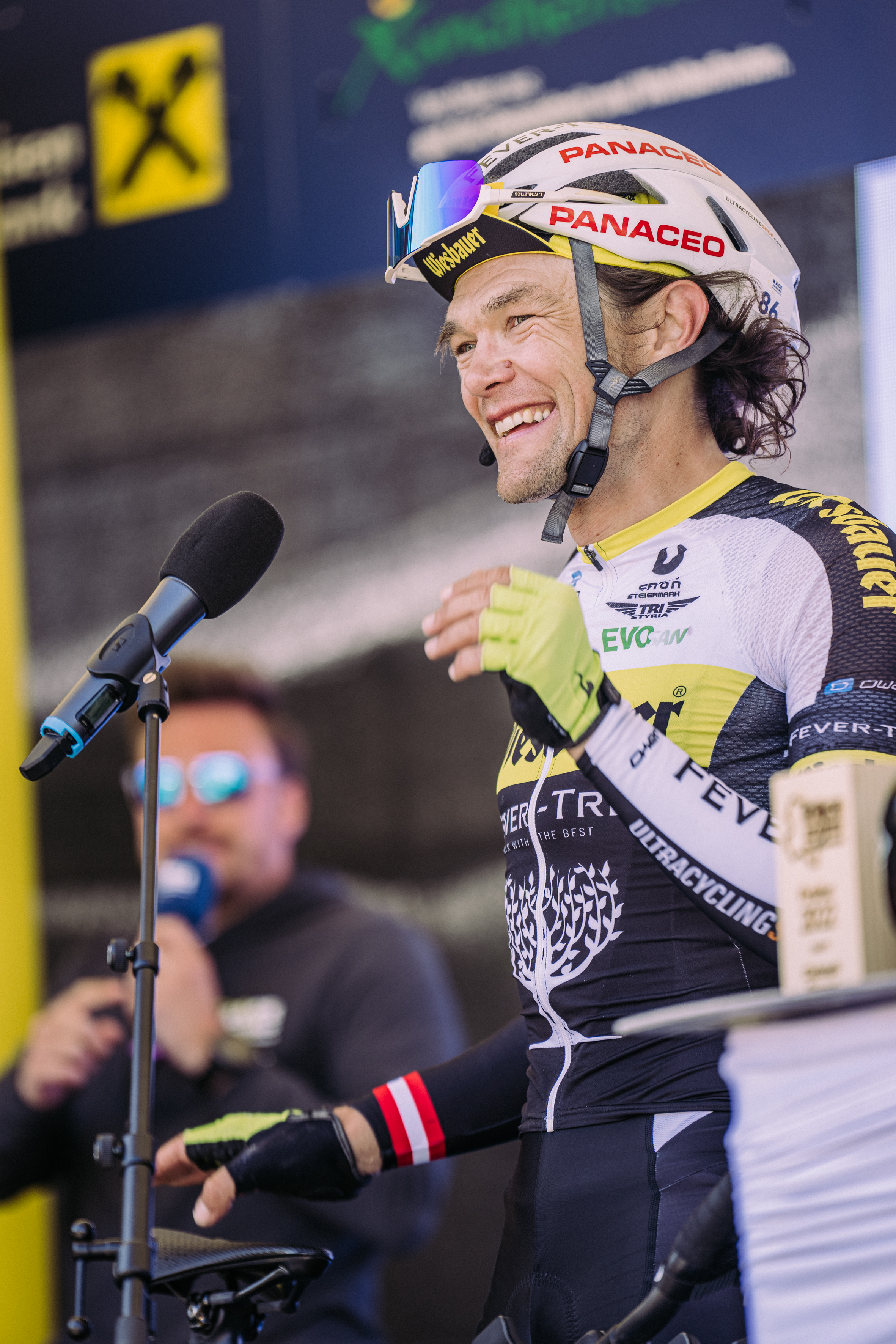
Christoph Strasser beim Race Around Niederösterreich 2022

Christoph Robert Strasser (* 4. November 1982 in Leoben, Österreich) ist ein österreichischer Extremsportler, der zwischen 2011 und 2019 sechsmal das Race Across America und 2022 sowie 2023 das Transcontinental Race gewann. Er ist der erste Mensch, der mit einem herkömmlichen Fahrrad 1.000 Kilometer in weniger als 24 Stunden fuhr.

## Leben
Strasser wuchs in Kraubath an der Mur auf. Nach dem Zivildienst begann er ein Studium der Umwelttechnik an der Montanuniversität Leoben, das er jedoch nicht abschloss. Er ist nicht mit dem gleichaltrigen Extremradfahrer Michael Strasser verwandt.
Seit Juni 2020 veröffentlicht Strasser gemeinsam mit Florian Kraschitzer regelmäßig den Podcast „Sitzfleisch“.

## Sportliche Karriere
Nachdem er in seiner Jugend als Fußballspieler aktiv gewesen war, begann Christoph Strasser als 18-Jähriger mit dem Radsport. 2002 nahm er an seinem ersten 24-Stunden-Rennen teil. 2005 war er mit 22 Jahren jüngster Finisher des Race across the Alps. In den folgenden Jahren gewann er mehrere 24-Stunden-Rennen. 2007 stellte er mit 950 km beim 24-Stunden-Bewerb in Schötz einen neuen österreichischen Rekord im 24-Stunden-Radfahren auf. Er wurde mit 25 Jahren jüngster Ultra-Radmarathon-Weltmeister. 2009 qualifizierte er sich erstmals für das Race Across America (RAAM), musste aber aus gesundheitlichen Gründen das Rennen nach 2400 km auf Platz vier liegend aufgeben.
Ein Jahr später, am 24. Juni 2011, gewann Strasser als dritter Österreicher nach Franz Spilauer und Wolfgang Fasching (drei Siege ab 1997) das Race Across America und als bis dahin jüngster Sieger.
Am 19. Juni 2013 gewann zum zweiten Mal das Race Across America. Dabei unterbot er mit einer Fahrzeit von 7 Tage 22 Std. 52 Min. die Zeit von Pete Penseyres aus dem Jahre 1986, stellte damit einen neuen Streckenrekord auf und fuhr die Strecke erstmals in einer Zeit unter acht Tagen.
Am 18. Juni 2014 gewann er zum dritten Mal das Race Across America. Damit ist er der erste Österreicher, der den Titel im Folgejahr verteidigen konnte. Dabei unterbot er mit einer Fahrzeit von 7 Tage 15 Std. 56 Min. seinen eigenen im Vorjahr aufgestellten Streckenrekord.
Am 21. März 2015 verbesserte er in Berlin den 24-Stunden-Weltrekord im Freien auf 896,173 km. Der Versuch, 2015 das Race Across America als erster Teilnehmer dreimal hintereinander zu gewinnen, scheiterte aufgrund eines Lungeninfektes. Im August gewann Strasser das Race Around Austria und konnte in 3 Tagen, 14 Stunden und 44 Minuten seine eigene Rekordzeit aus dem Jahr 2014 für die 2.200 km und 30.000 Höhenmeter erneut unterbieten.
Im September 2015 verunfallte Strasser mit rund 45 km/h auf einer Trainingsfahrt im Raum Fohnsdorf mit einem Auto. Ein Bruch der rechten Kniescheibe, eine gravierende Verletzung der rechten Schulter und ein Bändereinriss an der linken Schulter waren die Folge.
Im August 2016 gewann Strasser zum dritten Mal in Folge das Race Around Austria. Dabei benötigte er 3 Tage, 12 Stunden und 41 Minuten.
Am 13. Juni 2017 startete Strasser wiederum beim RAAM und beendete es zum vierten Mal nach 8 Tagen, 9 Stunden und 34 Minuten als Sieger, mit beinahe eineinhalb Tagen Vorsprung auf den Zweit-Platzierten. Im selben Jahr verbesserte er im Tissot Velodrome im schweizerischen Grenchen den 24-Stunden-Weltrekord auf der Bahn auf 941,873 km.
Das RAAM 2018 beendete Strasser wiederum als Sieger, nach 8 Tagen, 1 Std. und 23 Min. insgesamt 4960,51 km mit einer Durchschnittsgeschwindigkeit von 25,65 km/h und ähnlichem Vorsprung wie 2019. Bei diesem Rennen wurden 51 Höhenkilometer überwunden.
2019 gewann er mit einer Zeit von 8 Tagen, 6 Std. und 51 Min. das Race Across America zum sechsten Mal. Damit hält er die alleinige Bestmarke, niemand zuvor konnte das Rennen sechs Mal gewinnen. Außerdem gelang ihm der dritte Sieg in Folge.
Im August 2020 gewann Strasser erneut das Race Around Austria. Er benötigte für die 2.200 Kilometer mit 35.000 Höhenmetern 3 Tage 11 Stunden und 26 Minuten bei meist regnerischem Wetter, teils sogar heftig. In diesen drei Tagen kam er mit insgesamt nur 1:05 Stunden Schlaf aus. Im September 2020 gewann Christoph Strasser das Race Around Niederösterreich und zugleich den Staatsmeistertitel im Ultra Solo.
Vom 16. bis 17. Juli 2021 fuhr Strasser auf einem Rundkurs am Fliegerhorst Zeltweg als erster Mensch mehr als 1.000 km in 24 Stunden auf einem herkömmlichen Fahrrad (zwei Laufräder, aufrechte Sitzposition, keine Verkleidung). Er erreichte 1.026,215 km bei einer durchschnittlichen Geschwindigkeit von 42,75 km/h. Nebenbei stellte er dabei auch 11 weitere Weltrekorde über die Kilometer- und Meilendistanzen 100, 200, 300, 500 sowie über die Zeiten sechs, 12 und 24 Stunden auf.
2022 bestritt Strasser mit dem Transcontinental Race (TCR) ein Unsupported-Ultradistanz-Event, das er gleich bei seiner ersten Teilnahme gewann. Er benötigte für die selbstgewählte Route von 4.578,33 km mit über 40.000 Höhenmetern 9 Tage, 15 Stunden, 0 Minuten und war damit gut acht Stunden schneller als der Zweitplatzierte Adam Bialek. Auch 2023 gewann er das Rennen, wechselte sich zwischenzeitlich in der Führung mit dem später zweitplatzierten Robin Gemperle ab.
Im Mai 2024 gewinnt Strasser als „Unsupported“-Fahrer die Gesamtwertung beim Race Across Italy vor den Teams mit Begleitcrew und wird damit WUCA Europameister im Ultracycling.
Beim zehnten TCR (TCRNo10) wurde Strasser in 9 Tagen 4 Stunden und 32 Minuten Zweiter hinter Robin Gemperle, der 8 Tage 23 Stunden und 59 Minuten benötigte.

## Erfolge
2025
- The Unknown Race (TURNo3), 2. Platz[24]

2024
- Race Across Italy, 3. Sieg, Gesamtsieg „unsupported“ vor den Teams mit Begleitcrew[25]

2023
- Transcontinental Race, 2. Sieg[26][27]

2022
- Transcontinental Race, 1. Sieg
- Race Across Italy, 2. Sieg, Streckenrekord[28]
- Race Around Niederösterreich, 3. Sieg, Streckenrekord[29]

2021
- Race Around Niederösterreich, 2. Sieg, Streckenrekord[30]

2020
- Race Around Niederösterreich, 1. Sieg, Streckenrekord
- Race Around Austria

2019
- Race Across America, 6. Sieg
- Race Around Austria, 2er-Team, Streckenrekord

2018
- Race Across America, 5. Sieg
- Race Around Austria CHALLENGE,  Sieg, Streckenrekord

2017
- Race Across America, 4. Sieg

2016
- Race Around Austria, 3. Sieg

2015
- Race Around Austria, 2. Sieg, Streckenrekord

2014
- Race Across America, 3. Sieg, Streckenrekord
- Race Around Austria, 1. Sieg, Streckenrekord

2013
- Race Across America, 2. Sieg Streckenrekord
- Race Around Austria, 4er-Team, Streckenrekord
- Race Around Ireland, Streckenrekord
- Race Across Italy, Erstaustragung

2012
- Race Around Slovenia

2011
- Tortour Suisse – im 6er-Team
- Race Across America, jüngster Sieger

2010
- Rekord – Transaustria – UMCA Record
- Glocknerman – Weltmeisterschaft Ultra Radmarathon

2008
- Kraftwerktrophy – 12h Dark Solo, Donnerskirchen, Burgenland[31]

2007
- Glocknerman – Weltmeisterschaft Ultra Radmarathon, Streckenrekord und jüngster Ultra Weltmeister

2006
- 24h Rennen Fohnsdorf
- 24h Rennen Kelheim